# Tour por Europa y Australia 77
El Tour por Europa y Australia 77 es el nombre del quinto tour del grupo sueco ABBA.

## Preparativos
Después de que el grupo lanzó los álbumes Greatest Hits and Arrival en 1976, se planeó una gira en Europa y Australia .
Los ensayos comenzaron en el Konserthus de Estocolmo en diciembre de 1976 y continuaron en Europa Film Studios en enero de 1977. El coreógrafo fue Graham Tainton. La ropa de escenario blanca y dorada utilizada durante todo el recorrido fue diseñada por Owe Sandström y ahora se exhibe en ABBA: The Museum en Estocolmo.

## El Tour
Después de la experiencia del tour de 74/75 pasarían 2 años para que ABBA volviera a tocar fuera de Suecia otra vez. A finales de enero de 1977, comenzaron con el tour de Europa y Australia. De nuevo, la aventura había sido dividida en dos partes para acoplarse a la necesidad de Björn y Agnetha de estar en casa con su hija.
La gira comenzó en Oslo, Noruega, frente a una audiencia de 6.000 personas, incluida la pareja del Príncipe Heredero noruego Harald y Sonja. La parte europea de la gira terminó en Londres, Reino Unido con dos conciertos con entradas agotadas en el Royal Albert Hall el 14 de febrero. La compra de entradas solo fue posible a través de la solicitud por correo y después de los conciertos, se informaron cifras de 3,5 millones de solicitudes de entradas. Esto había sido suficiente para llenar la arena 580 veces.
Después de la parte Europea que concluyó a mediados de febrero la banda tomó 2 semanas de vacaciones antes de partir a Australia. Allí enfrentaron la más histérica y más abrumadora recepción que en cualquier otro de sus tours. Durante las 2 semanas que el grupo pasó en Australia, los fanes y la prensa siguió al grupo adonde quiera que ellos fueran, las calles se llenaban de gente siempre que llegaban a una nueva ciudad, incluso en Melbourne le pidieron que salieran al balcón del hotel Town Hall para saludar a la multitud. 
La parte australiana de la gira fue documentada por el director de cine Lasse Hallström, quien había estado haciendo los videos musicales del grupo desde 1974. Después de tres días de filmación, el documental evolucionó para también actuar como actores. La materia prima de 50 horas se recortó en ABBA: The Movie, que se estrenó en diciembre de 1977.
La histeria que rodeaba al grupo en relación con la gira en Australia fue capturada en la película de Hallström y recientemente fue comentada por Agnetha Fältskog en su autobiografía como una experiencia estresante; "Fue fiebre. Fue histeria. Fue una ovación. Fue una multitud sudorosa y obsesionada. A veces era desagradable. Sentía que me ibas a chupar para que nunca saliera".
El primer concierto en Australia, en el Sydney Showground con 20,000 personas en la audiencia, fue golpeado por fuertes lluvias y, a pesar de los riesgos con todo el equipo eléctrico en el escenario, se realizó el concierto. El único inconveniente que sucedió fue que Frida se deslizó en el escenario cuando estaban cantando "Waterloo".
En el primer concierto en Perth el 10 de marzo de 1977, se recibió un mensaje telefónico anónimo durante el concierto de que se había colocado una bomba en la arena. Benny estaba solo en el escenario interpretando el número en solitario Intermezzo no. 1 y estaba confundido cuando los músicos posteriormente no volvieron al escenario. Luego se informó a la multitud que ocurriría un descanso de 15 minutos y que la arena sería evacuada. Después de apagar la alarma, el concierto podría continuar. El segundo concierto de ese día, que comenzaría a las 9 de la noche, se retrasó 15 minutos.
La gira terminó en Perth el 12 de marzo y durante sus 29 conciertos en Europa y Australia, el grupo actuó para 234 540 personas.
Pocas grabaciones de las actuaciones en vivo del grupo de la gira de 1977 se han publicado en el registro. Como el lado B del sencillo The Name of the Game 1977, se lanzó la versión en vivo de "I Wonder (Departure)" y en el álbum recopilatorio ABBA Live 1986 Fernando y Money, Money, Money se incluyeron en la gira en 1977. Además, ninguna de las otras canciones se ha publicado. oficialmente.
Entre las canciones interpretadas durante la gira se encontraban cinco canciones recién escritas que no estaban lanzadas, cuatro de las cuales fueron interpretadas en un mini musical titulado The Girl with the Golden Hair, donde los cantantes Frida y Agnetha vestían ropas similares y pelucas rubias. Solo tres de las nuevas canciones se lanzarán en el próximo álbum The Album. "Get on the carusel" y "I am an A" nunca se ha lanzado oficialmente. Sin embargo, el primero aparece en ABBA: The Movie.
"I am an A" fue un número que presentaba a los miembros del grupo y sus trabajos favoritos de manera humorística. La melodía en el coro reutilizó a Benny y Björn siete años después para I Know Him So Well en el musical Chess.

## Canciones
- 1. Tiger
- 2. That’s Me
- 3. Waterloo
- 4. S.O.S.
- 5. Sitting In The Palmtree
- 6. Money, Money, Money
- 7. He Is Your Brother
- 8. I Do, I Do, I Do, I Do, I Do
- 9. Dum Dum Diddle
- 10. When I Kissed The Teacher
- 11. Knowing Me, Knowing You
- 12. Rock Me
- 13. I Am An A
- 14. I’ve been waiting for you
- 15. Mamma Mia
- 16. Fernando
- 17. Why Did It Have To Be Me
- 18. Intermezzo no.1
- 19. "The Girl With The Golden Hair"
- a. Thank You For The Music
- b. I Wonder (Departure)
- c. I’m A Marionette
- d. Get On The Carousel
- 20. So Long
- 21. Dancing Queen
- 22. Thank You For The Music (repetición)

## Conciertos
| Fecha                      | Ciudad     | País         | Lugar                      | Audiencia                |
| -------------------------- | ---------- | ------------ | -------------------------- | ------------------------ |
| Primera Manga - Europa     |            |              |                            |                          |
| 28 de enero 1977           | Oslo       | Noruega      | Ekebergshallen             | 6 000 / 6 000 (100%)     |
| 29 de enero 1977           | Gotemburgo | Suecia       | Scandinavium               | 10 000 / 10 000 (100%)   |
| 30 de enero 1977           | Gotemburgo | Suecia       | Scandinavium               | 10 000 / 10 000 (100%)   |
| 31 de enero 1977           | Copenhague | Dinamarca    | Brøndbyhallen              | 4 500 / 4 500 (100%)     |
| 1 de febrero 1977          | Copenhague | Dinamarca    | Brøndbyhallen              | 4 500 / 4 500 (100%)     |
| 2 de febrero 1977          | Berlín     | Alemania     | Deutschlandhalle           | 10 000 / 10 000 (100%)   |
| 3 de febrero 1977          | Colonia    | Alemania     | Sporthalle                 | 8 000 / 8 000 (100%)     |
| 4 de febrero 1977          | Ámsterdam  | Países Bajos | Jaap Eden Hall             | 4 000 / 4 000 (100%)     |
| 5 de febrero 1977          | Amberes    | Bélgica      | Arena Hall                 | 7 000 / 7 000 (100%)     |
| 6 de febrero 1977          | Essen      | Alemania     | Grugahalle                 | -                        |
| 7 de febrero 1977          | Hanover    | Alemania     | Eilenriedehalle            | 7 500 / 7 500 (100%)     |
| 8 de febrero 1977          | Hamburgo   | Alemania     | C. C. H.                   | 6 240 / 6 240 (100%)     |
| 10 de febrero 1977         | Birmingham | Reino Unido  | Odeon                      | 2 500 / 2 500 (100%)     |
| 11 de febrero 1977         | Mánchester | Reino Unido  | Free Trade Hall            | -                        |
| 12 de febrero 1977         | Glasgow    | Reino Unido  | Apollo Theatre             | -                        |
| 14 de febrero 1977 (18:00) | Londres    | Reino Unido  | Royal Albert Hall          | 5 600 / 5 600 (100%)     |
| 14 de febrero 1977 (21:00) | Londres    | Reino Unido  | Royal Albert Hall          | 5 600 / 5 600 (100%)     |
| Segunda Manga - Australia  |            |              |                            |                          |
| 3 de marzo 1977            | Sídney     | Australia    | Sydney Showground Stadium  | 20 000 / 20 000 (100%)   |
| 4 de marzo 1977            | Sídney     | Australia    | Sydney Showground Stadium  | 20 000 / 20 000 (100%)   |
| 5 de marzo 1977            | Melbourne  | Australia    | Sidney Myer Music Bowl     | 14 500 / 14 500 (100%)   |
| 6 de marzo 1977 (14:30)    | Melbourne  | Australia    | Sidney Myer Music Bowl     | 14 500 / 14 500 (100%)   |
| 6 de marzo 1977 (20:30)    | Melbourne  | Australia    | Sidney Myer Music Bowl     | 14 500 / 14 500 (100%)   |
| 8 de marzo 1977            | Adelaida   | Australia    | Football Park              | 21 000 / 21 000 (100%)   |
| 10 de marzo 1977 (18:00)   | Perth      | Australia    | Perth Entertainment Centre | 8 000 / 8 000 (100%)     |
| 10 de marzo 1977 (21:00)   | Perth      | Australia    | Perth Entertainment Centre | 8 000 / 8 000 (100%)     |
| 11 de marzo 1977           | Perth      | Australia    | Perth Entertainment Centre | 8 000 / 8 000 (100%)     |
| 12 de marzo 1977 (18:00)   | Perth      | Australia    | Perth Entertainment Centre | 8 000 / 8 000 (100%)     |
| 12 de marzo 1977 (21:00)   | Perth      | Australia    | Perth Entertainment Centre | 8 000 / 8 000 (100%)     |
| TOTAL                      | TOTAL      | TOTAL        | TOTAL                      | 235 940 / 235 940 (100%) |

## Músicos
- Ulf Andersson, saxofón
- Ola Brunkert, batería
- Anders Eljas, teclado
- Wojciech Ernest, teclado
- Malando Gassama, percusión
- Rutger Gunnarsson, bajo
- Lars Karlsson, saxofón
- Finn Sjöberg, guitarra
- Lars Wellander, guitarra
- Lena Andersson, vocal
- Lena-Maria Gårdenäs-Lawton, vocal
- Maritza Horn, vocal
- Francis Matthews, narrador de "The Girl With The Golden Hair"
- Claes af Geijerstam, ingeniero de sonido

- Datos: Q5412201